# Anna Kowalska (samorządowiec)
Anna Helena Kowalska z domu Duchniak (ur. 18 listopada 1947 w Dynowie) – polska samorządowiec, nauczycielka i działaczka partyjna, w latach 1996–1998 i 2002–2006 burmistrz Dynowa, w latach 2010–2013 wicemarszałek województwa podkarpackiego.

## Życiorys
Córka Jana i Zuzanny. Ukończyła studium nauczycielskie (w zakresie nauczania języka rosyjskiego), następnie studiowała w Wyższej Szkole Nauk Społecznych przy KC PZPR w Warszawie (magisterium z politologii uzyskała w 1987 już w Akademii Nauk Społecznych). Kształciła się też podyplomowo w zakresie europeistyki. Pracowała jako nauczycielka, w latach 1978–1980 była dyrektorką Zespołu Szkół w Dynowie. Od 1966 członek Polskiej Zjednoczonej Partii Robotniczej, została członkiem egzekutywy, sekretarzem i od 1980 do 1990 pierwszym sekretarzem Komitetu Miejsko-Gminnego PZPR w Dynowie. Zajmowała też stanowisko przewodniczącej Prezydium Miejsko-Gminnej Rady Narodowej w tym mieście. Od 1981 wchodziła w skład Komitetu Wojewódzkiego PZPR w Przemyślu, w jego ramach została przewodniczą Komisji Młodzieżowej. Od 1975 przez wiele lat była komendantką dynowskiego hufca Związku Harcerstwa Polskiego, działała również w organizacjach pozarządowych i założyła Związek Gmin Turystycznych Pogórza Dynowskiego.
W III RP wstąpiła do Sojuszu Lewicy Demokratycznej, objęła funkcję m.in. sekretarza podkarpackiej rady wojewódzkiej partii. Od 1989 do 1991 kierowała jednym z biur poselskich, a następnie do 1996 prowadziła działalność gospodarczą. Zajmowała też stanowisko doradcy wojewody podkarpackiego. Od 1994 związana z samorządem lokalnym, m.in. w 2002 wybrana do rady powiatu rzeszowskiego (nie objęła mandatu). W latach 1996–1998 sprawowała funkcję burmistrza Dynowa, powróciła na to stanowisko w kadencji 2002–2006 z ramienia lokalnego komitetu. W 2006 przegrała walkę o reelekcję w pierwszej turze z Zygmuntem Frańczakiem.  W 2010 uzyskała mandat radnej sejmiku podkarpackiego IV kadencji. 30 listopada 2010 została wybrana wicemarszałkiem województwa podkarpackiego w ramach koalicji PO–PSL–SLD. 27 maja 2013 została wraz z całym zarządem odwołana w związku z aresztowaniem marszałka Mirosława Karapyty. W 2014 nie uzyskała reelekcji do sejmiku, a w 2015 bez powodzenia kandydowała do Sejmu (zdobyła 1515 głosów). W październiku 2013 została wicedyrektorem, w marcu 2014 dyrektorem Zarządu Transportu Miejskiego w Rzeszowie.